# Jowita (radioodbiornik)
Jowita – seria radioodbiorników produkowanych w różnych odmianach w latach 70. i 80. XX wieku w zakładach Eltra.

## Jowita
Jowita to duży odbiornik przenośny. Regulacja barwy tonu oddzielnie dla wysokich i niskich tonów. Gniazda zewnętrzne z tyłu: głośnik dodatkowy, słuchawki, zasilanie zewnętrzne, gramofon/magnetofon. Precyzer dostrojenia dla zakresu K. ARCz na UKF. Zasilanie 9 V: trzy rodzaje baterii (6 × R20 – 6 × R14 – 2 × 3R12) lub z zasilacza zewnętrznego (wbudowany stabilizator). Jeden z niewielu odbiorników przenośnych z obudową częściowo wykonaną z drewna, co poprawiało brzmienie dźwięku.

## Jowita 2
Jowita 2 to jedna z wersji popularnego odbiornika przenośnego. Układ elektryczny podobny do 1. wersji Jowity, ale z wewnętrznym zasilaczem sieciowym. Obudowa z tworzyw sztucznych, z okleiną imitującą drewno na przodzie i górnym panelu. Odbiornik jest zasilany przez baterie (2 × 4,5 V, 6 × R20) lub z sieci elektrycznej. Baterie umieszczano w wyjmowanym pojemniku, ułatwiającym wymianę.
Na górnym panelu potencjometry regulacji barwy tonów niskich i wysokich, precyzer fal krótkich, przyciski zmiany zakresów.
Radio posiada wejście gramofonowe/magnetofonowe typu DIN i wyjścia na dodatkowy głośnik i słuchawki. Wejście gram./magnet. włącza się przyciskiem na górnym panelu.

## Jowita 2 IC
Jowita 2 IC to duży odbiornik przenośny. Jeden z ostatnich z obudową drewnianą (sklejka pokryta tworzywem sztucznym). Unowocześniona wersja Jowity. Jak nazwa wskazuje (człon IC) – zastosowano w nim układy scalone (wzmacniacze m.cz. i p.cz.). Inne różnice w stosunku do pierwszej Jowity, to wbudowany zasilacz (w miejscu wzmacniacza mocy), złącze DIN zamiast minijack dla słuchawek, wzmacniacz mocy na wspólnej płytce ze wzmacniaczem p.cz. Zmieniony wygląd górnej ścianki z elementami sterującymi. Podobnie, jak w poprzednim modelu baterie mocowane w wyjmowanym pojemniku, ułatwiającym ich wymianę i chroniącym odbiornik przed zalaniem. Radio otrzymało znak jakości „1”.

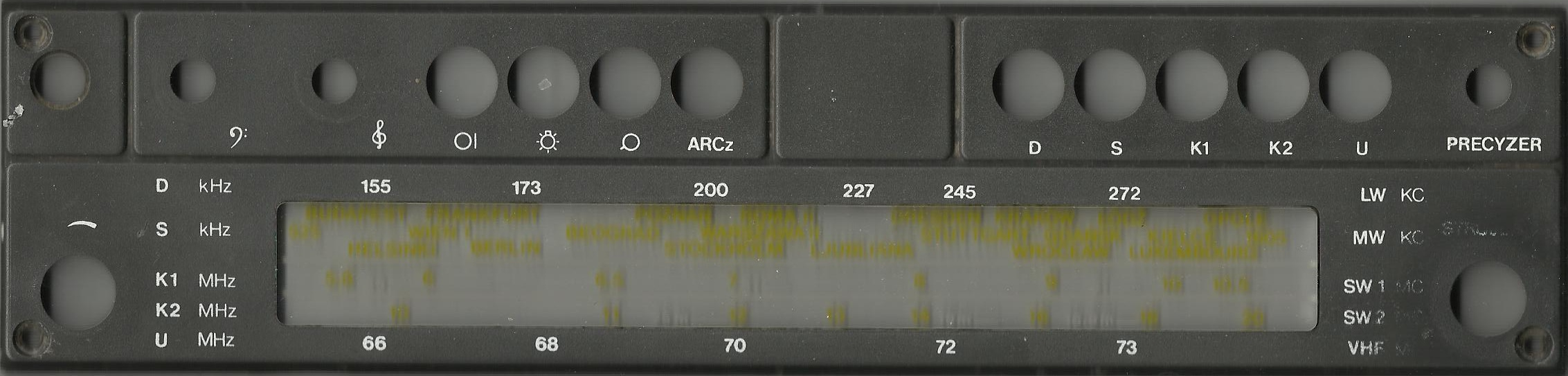
Panel od radia Jowita 2 IC

## Jowita 3 IC
Kolejna unowocześniona wersja odbiornika Jowita i zarazem ostatnia z tej serii.
Różnice w stosunku do poprzedniej wersji Jowity, to lepsza głowica UKF i dodatkowy układ scalony UL1211 (tor AM) oraz zmiany w układzie ARW.

## Galeria

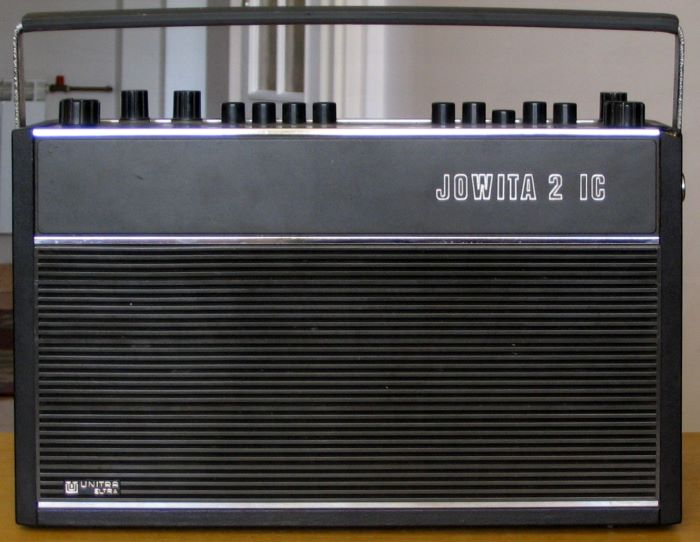
Jowita 2 IC
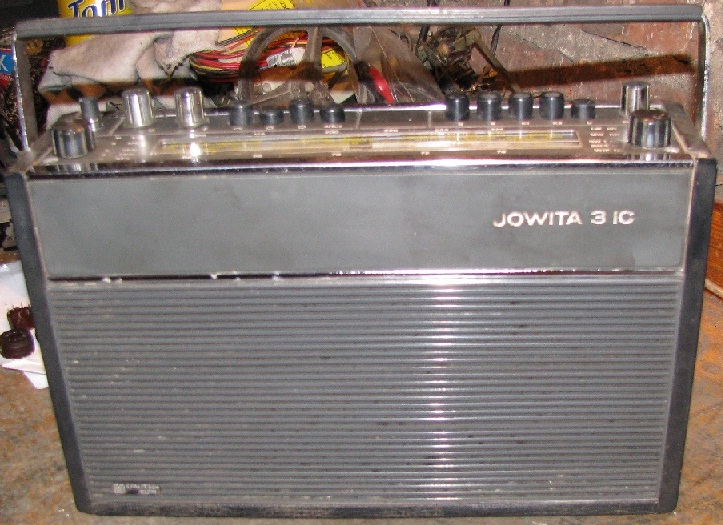
Jowita 3 IC
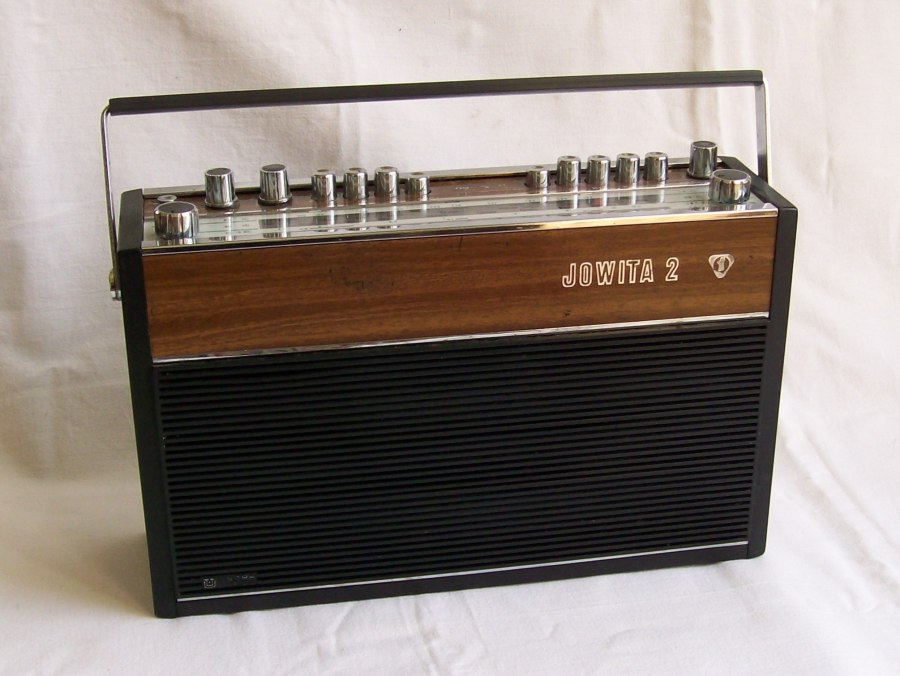
Jowita 2